# Nikolaus von Wallwitz
Nikolaus Heinrich Viktor von Wallwitz (né le 5 décembre 1852 à Dresde, mort le 12 mars 1941 à Rusinowo (Świdwin)) est un diplomate allemand.

## Biographie
Nikolaus von Wallwitz est le gendre de Bernhard von Bülow. De 1890 à 1893, il est ministre-résident du Reich allemand au Grand-Duché de Luxembourg et de 1893 à 1896 ambassadeur du Reich allemand à Téhéran. De 1896 à 1897, il est ambassadeur de la Prusse à Hambourg, puis réapparaît dans les affaires étrangères de l'Empire, de 1897 à 1901 comme ambassadeur à Stockholm et de 1901 à 1909 à Bruxelles. En 1909, il démissionne du service diplomatique.